# João Pedro da Silva Pereira
João Pedro da Silva Pereira (født 25. februar 1984 i Lissabon, Portugal) er en portugisisk fodboldspiller (højre back). Han spiller hos Trabzonspor i Tyrkiet.
Han har tidligere spillet for blandt andet SL Benfica, Gil Vicente, Braga, Valencia C.F. og Hannover 96. 
Pereira har (pr. april 2018) spillet 40 kampe for det portugisiske landshold, som han debuterede for 8. oktober 2010 i en EM-kvalifikationskamp mod Danmark. Inden da havde han også spillet 28 kampe for Portugals U/21-landshold.
Pereira har repræsenteret Portugal ved både EM i 2012 og VM i 2014.